# 우베 포테크
우베 포테크(독일어: Uwe Potteck, 1955년 5월 1일~)는 동독과 독일의 사격 선수로 주 종목은 권총이다. 1976년 하계 올림픽 50m 권총에서 금메달을 획득했다.

## 경력

### 동독 국가대표
비텐베르게에서 태어났으며, 동생인 옌스도 사격 선수로 활동했다. 초기에는 로코모티프 비텐베르게에서 레슬링 선수를 지망했으며 1974년에 슈트랄준트의 인민해군 장교 학교에 입학한 후 사격술에 재능을 보이자 인민해군 중령인 게르하르트 볼프의 권유로 사격으로 전향했다. 이후 사격 선수 훈련을 받기 위해 육군으로 전입했다.
1976년 동독 선수권 대회에서 하랄트 폴마어의 뒤를 이어 2위에 오르며 본격적으로 사격에 두각을 드러냈다. 동독 선수권 대회 입상으로 동독 국가대표 감독인 하인츠 요제프의 주목을 받으며 처음으로 국가대표에 발탁되었다. 같은 해에 캐나다 몬트리올에서 열린 1976년 하계 올림픽 50m 권총 종목에서 573점이라는 세계 신기록을 세우며 대표팀 동료인 폴마어와 오스트리아의 루돌프 돌링거를 꺾고 금메달을 획득하였다. 이듬해인 1977년 2월 안도라의 안도라라벨랴에서 열린 유럽 10m 사격 선수권 대회에 참가했으며, 5위를 기록했고 같은 해 8월에 루마니아의 부쿠레슈티에서 열린 1977년 유럽 선수권 대회에서 폴마어, 클라우스 빈디슈, 마티아스 회플리츠와 함께 소련을 꺾고 단체전 금메달을 획득했다.
1979년 3월에는 오스크리아 그라츠에서 열린 1979년 유럽 공기총 선수권 대회에 참가하여 40m 공기권총 부문에서 핀란드의 세포 사렌패와 스위스의 로만 부르크하르트를 꺾으며 우승을 차지했다. 같은 해 9월에는 소련 리보프에서 열린 1979년 유럽 선수권 대회에 참가하여 50m 권총에서 핀란드의 파보 팔로캉아스와 폴마어의 뒤를 이어 동메달을 획득했다. 1980년 2월에는 노르웨이 오슬로에서 열린 1980년 유럽 공기총 선수권 대회 40m 공기권총에서 소련의 세르게이 수마토힌과 알렉산드르 멜렌티예프의 뒤를 이어 동메달을 획득했다. 같은 해 7월 소련 모스크바에서 열린 1980년 하계 올림픽에 동독 국가대표로 참가하였고 50m 권총 경기에서 16위를 기록했다. 1982년 3월에는 네덜란드 헤이그에서 열린 1982년 유럽 공기총 선수권 대회 10m 공기권총 경기에서 소련의 블라다스 투를라의 뒤를 이어 은메달을 획득했으며, 11월에는 베네수엘라의 카라카스에서 열린 1982년 세계 선수권 대회에 참가하여 50m 공기권총 8위에 올랐다. 1983년 3월에는 서독 도르트문트에서 열린 1983년 유럽 공기총 선수권 대회 10m 공기권총에서 7위를 했다. 
1985년 9월에는 유고슬라비아의 오시예크에서 열린 1985년 유럽 선수권 대회 50m 권총에서 이탈리아의 리비우 스탄과 루마니아의 소린 바비의 뒤를 이어 동메달을 획득했으며, 동생인 옌스와 미하엘 호흐무트와 함께 참가한 단체전에서도 소련과 루마니아의 뒤를 이어 동메달을 획득했다. 이듬해인 1986년 2월 핀란드 에스포에서 열린 1986년 유럽 공기총 선수권 대회 10m 공기권총 경기에서 소련의 보리스 코코레프의 뒤를 이어 은메달을 획득했으며 6월에 자국 동독의 줄에서 열린 1986년 사격 월드컵 2차 대회에서 50m 권총 동메달, 뮌헨에서 열린 3차 월드컵과 취리히에서 열린 4차 월드컵에서 금메달을 획득했다. 같은 해 9월에는 줄에서 열린 1986년 세계 선수권 대회에서 소련의 이고리 바신스키의 뒤를 이어 은메달을 획득했으며, 옌스와 게르노트 에더와 함께 참가한 단체전에서 소련과 프랑스팀의 뒤를 이어 동메달을 획득했다.
1987년 2월에는 체코슬로바키아 브라티슬라바에서 열린 1987년 유럽 공기총 선수권 대회 10m 공기권총에서 6위를 기록했으며, 5월에는 뮌헨에서 열린 1987년 사격 월드컵 3차 대회에서 50m 권총 은메달, 취리히에서 열린 5차 대회에서 25m 공기권총 동메달을 획득했다. 7월에는 핀란드 라흐티에서 열린 1987년 유럽 선수권 대회에서 10m 공기권총 7위를 기록했고 10월에는 헝가리 부다페스트에서 열린 1987년 세계 공기총 선수권 대회에서 옌스와 에더와 함께 10m 공기권총 단체전 은메달을 획득했다. 1988년 5월에는 줄에서 열린 1988년 사격 월드컵 2차 대회에서 25m 공기권총 은메달을 획득했고 같은 해 9월 대한민국 서울특별시에서 열린 1988년 하계 올림픽에서 참가하여 50m 권총 9위에 올랐다.
1989년 4월에는 유고슬라비아 사라예보에서 열린 세계 공기총 선수권 대회 25m 공기권총에서 소련의 세르게이 피지야노프의 뒤를 이어 은메달을 획득했으며 같은 해 5월에는 1989년 사격 월드컵 금메달 1개와 동메달 3개를 획득하며 처음으로 월드컵 파이널에 진출했고 월드컵 파이널 50m 공기권총에서 은메달을 획득했다. 이듬해인 1990년 6월에는 취리히에서 열린 1990년 사격 월드컵 5차 대회 50m 공기권총 경기를 5위에 올랐으며 같은 해 8월에 동독 국가대표로서 마지막 대회인 모스크바에서 열린 1990년 세계 선수권 대회에서 10m 공기권총 단체전 동메달을 획득했다.

### 독일 국가대표
독일의 재통일 후 1991년부터 독일 국가대표가 되었으며, 2월에 영국 맨체스터에서 열린 1991년 유럽 공기총 선수권 대회에 참가하여 10m 공기권총에서 소련의 피지야노프의 뒤를 이어 은메달을 획득했다. 이후 4월에 노르웨이 스타방에르에서 열린 1991년 세계 공기총 선수권 대회 25m 공기권총 경기에서 중국의 왕이푸와 루마니아의 바비를 꺾고 금메달을 획득했고 단체전에서도 소련의 뒤를 이어 은메달을 획득했다. 같은 해 6월에는 뮌헨과 취리히에서 열린 1991년 사격 월드컵에서 50m 권총 금메달, 10m 공기권총 동메달을 획득했으며, 이듬해인 1992년 2월에는 헝가리 부다페스트에서 열린 1992년 유럽 공기총 선수권 대회 10m 공기권총에서 독립국가연합의 코코레프와 루마니아의 바비의 뒤를 이어 동메달을 획득했다.
1993년 8월 체코 브르노에서 열린 1993년 유럽 선수권 대회에 참가했고 50m 권총에서 7위를 기록했으나 단체전에서 동메달을 획득했다. 이듬해인 1994년 5월에 1994년 사격 월드컵에 참가하여 6월에 열린 5차 바르셀로나 대회에서 10m 공기권총 7위를 기록했다. 7월에는 이탈리아 밀라노에서 열린 1994년 세계 선수권 대회 50m 권총에서 29위, 10m 공기권총에서 30위를 기록했다. 1995년 2월에는 핀란드 반타에서 열린 1995년 유럽 공기총 선수권 대회 10m 공기권총 경기에서 이탈리아의 로베르토 디 돈나와 불가리아의 타뉴 키랴코프를 꺾고 금메달을 획득했다. 이후 1995년 사격 월드컵과 1996년 사격 월드컵에 참가하여 5~10위권의 성적을 기록했다.
1997년 2월 폴란드 바르샤바에서 열린 1997년 유럽 공기총 선수권 대회에 참가하여 10m 공기권총 36위를 기록했고 5월에 뮌헨에서 열린 1997년 사격 월드컵 3차 대회에서 50m 권총 동메달을 획득했다. 그 해 6월 핀란드 코우볼라에서 열린 1997년 유럽 선수권 대회 50m 권총 종목에서 러시아의 코코레프와 헝가리의 퍼퍼니츠 졸탄의 뒤를 이어 동메달을 획득했으며, 에더와 아르투어 게보르기안과 함께 참가한 단체전에서도 러시아와 벨라루스 팀의 뒤를 이어 동메달을 획득했다. 이후 9월에는 스위스 루가노에서 열린 사격 월드컵 파이널에서 50m 권총 9위에 올랐다. 이듬해인 1998년 3월에는 에스토니아 탈린에서 열린 1998년 유럽 공기총 선수권 대회에 참가하여 10m 공기권총 부문 32위를 기록했다.
1998년 6월에는 밀라노 월드컵에서 50m 권총 56위, 10m 공기권총 58위를 기록했고 2000년 3월 뮌헨에서 열린 유럽 공기총 선수권 대회에서 27위를 기록했다. 2001년 3월에는 스페인 폰테베드라에서 열린 유럽 공기총 선수권 대회에서 19위에 올랐으며, 그 해 월드컵을 마지막으로 국가대표에서 은퇴했다. 이후 국내 대회에서는 계속 활동하여 2017년까지 PSV 올림피아 베를린 팀 소속으로 활약했다.